# Alsters landskommun
Alsters landskommun var en tidigare kommun i Värmlands län.

## Administrativ historik
Kommunen inrättades i Alsters socken i Väse härad i Värmland när 1862 års kommunalförordningar trädde i kraft den 1 januari 1863.
Vid kommunreformen 1952 uppgick den i Nyeds landskommun som 1971 uppgick i Karlstads kommun.

## Politik

### Mandatfördelning i Alsters landskommun 1938-1946
| 8 | 5 | 4 | 3 |

| 20 |

| 8 | 6 | 3 | 3 |

| 20 |

| 7 | 7 | 4 | 2 |

| 19 |